# Isabel Sánchez Castro
Isabel Sánchez Castro (Málaga, 1977), conocida profesionalmente como Isa Sánchez, es una guionista de cine y series española. 

## Trayectoria
Comenzó escribiendo y dirigiendo varios cortos y debutó en el documental con Trinidad Grund: una historia sumergida (2012), biografía sobre la viuda del industrial  malagueño Manuel Heredia Livermore, impulsora de colegios para hijos de obreros y ayudas a los niños necesitados. 
Abordó su primera película 321 días en Michigan, que escribió con su director Enrique García. La cinta ganó el Premio Biznaga de Plata del Público en el Festival de Málaga 2014. Por ese largometraje, Sánchez fue reconocida con la Biznaga Oficios del Cine del Festival de Málaga 2015. Además, en esa edición del festival presentó el cortometraje Supertivolino, escrito y dirigido por ella, y con el que ganó el Premio VIII Premio Europeo de Cine Universidad de Sevilla. 
Después coescribió con el director Enrique García, los largometrajes Resort Paraíso (2018) y La mancha negra (2020).En 2019, firmó con la directora Violeta Salama el guion No sea tu falta, finalista del Premio SGAE de guion Julio Alejandro 2019 y beneficiario del Laboratorio de escritura SGAE 2019  Y fue uno de los diez proyectos seleccionados en 2020 por el programa Breaking Through The Lens (Rompiendo la Lente) en el Festival de Cannes, que apoya el mejor cine dirigido por mujeres en la búsqueda de financiación. Cuando vio la luz, finalmente la película se tituló Alegría.  En 2023 se rodó su quinto guion de cine, Las chicas de la estación´(2024), de Juana Macías. 
Compaginó el cine con series para TVE, como Centro Médico (2016-17) Malaka (2019) y El ministerio del Tiempo (2020), por la que ganó el Premio Iris Mejor Guion 2021, junto a Pablo Lara Toledo, Marc Vigil, Daniel Corpas, Carolina González, Jordi Calafí y Javier Olivares. 
Trabajó también en los equipo de guion de las series Ni una más (Neflix), Segunda muerte (Movistar Plus, 2024), Honor (Atresplayer, 2024), Cuando nadie nos ve (MAX, 2025), dirigida por Enrique Urbizu. También las anunciadas series de TVE, Ena, sobre la reina Victoria Eugenia de Battenberg, estrenada en 40.ª edición de MIPCOM CANNES  2024. Y de la cuarta temporada de La caza. Irati (2025). 
Fue profesora de guion en la ECAM (Escuela de Cinematografía y del Audiovisual de la Comunidad de Madrid), en las universidades de Málaga y en la   Rey Juan Carlos de Madrid. Forma parte del comité de selección de cortometrajes del Festival de Málaga y de la Academia de Cine, de la que es acadèmica. 
En 2024 recibió el Premio Cineasta Andaluza concedido por  Canal Sur Radio y Televisión en el Festival Gereramma, organizado por las mujeres del audiovisual andaluz. 

## Filmografía

### Cortometrajes
- 8 niños calvitos y demasiados Phoskitos (2005). También dirección.
- Cinema Parabicho (2005).También dirección.
- Kitt Resurrection: el ataque de los tuning (2006) También dirección
- Mi querido Mykerinos (2006).También dirección.
- Tres razones (2010)
- Supertivolino (2016).También dirección
- Black Bass (2020)

### Películas
- Trinidad Grund: una historia sumergida (2012) Documental. (Canal Sur) Codirigido con  Luis Calvo
- 321 días en Míchigan (2014), del director Enrique García. [14]

- Resort Paraíso (2017), de Enrique García
- La mancha negra (2020), de Enrique García.
- Alegría (2021), de Violeta Salama. [8]
- Las chicas de la estación (2024), de Juana Macías. [9]

### Series
- Centro médico (2016–2017) Serie de La 1. 31 episodios
- Malaka (2019). Serie de La 1. 3 episodios
- El Ministerio del Tiempo (2020) Serie de La 1. 4 episodios
- Honor (2024) Serie de Atresplayer. 1 episodio
- Ni una más (2024) Serie de Netflix. 3 episodios
- Las chicas de la estación (2024).  Dirección Juana Macías
- Segunda muerte (2024) Serie de Movisar+PLus.  2 episodios
- Cuando nadie nos ve (2025) Serie de MAX.
- Ena (2025), Serie de TVE. [11]
- La caza. Irati. (2025). Serie de TVE. [12]

## Premios
- Biznaga Oficios del Cine del Festival de Málaga 2015, por el guion de la película 321 días en Michigan. [3]
- Premio VIII Premio Europeo de Cine Universidad de Sevilla 2015, por su cortometraje Supertivolino . [5]
- Premio Iris Mejor Guion 2021, por El Ministerio del Tiempo, concedido anualmente por la Academia de Televisión y de las Ciencias y Artes del Audiovisual de España. [10]
- Premio Cineasta Andaluza 2024 concedido por  Canal Sur Radio y Televisión. [13]